# Dolenja Nemška vas
Dolenja Nemška vas – wieś w Słowenii, w gminie Trebnje. W 2018 roku liczyła 264 mieszkańców.